# Vladimir I al Kievului

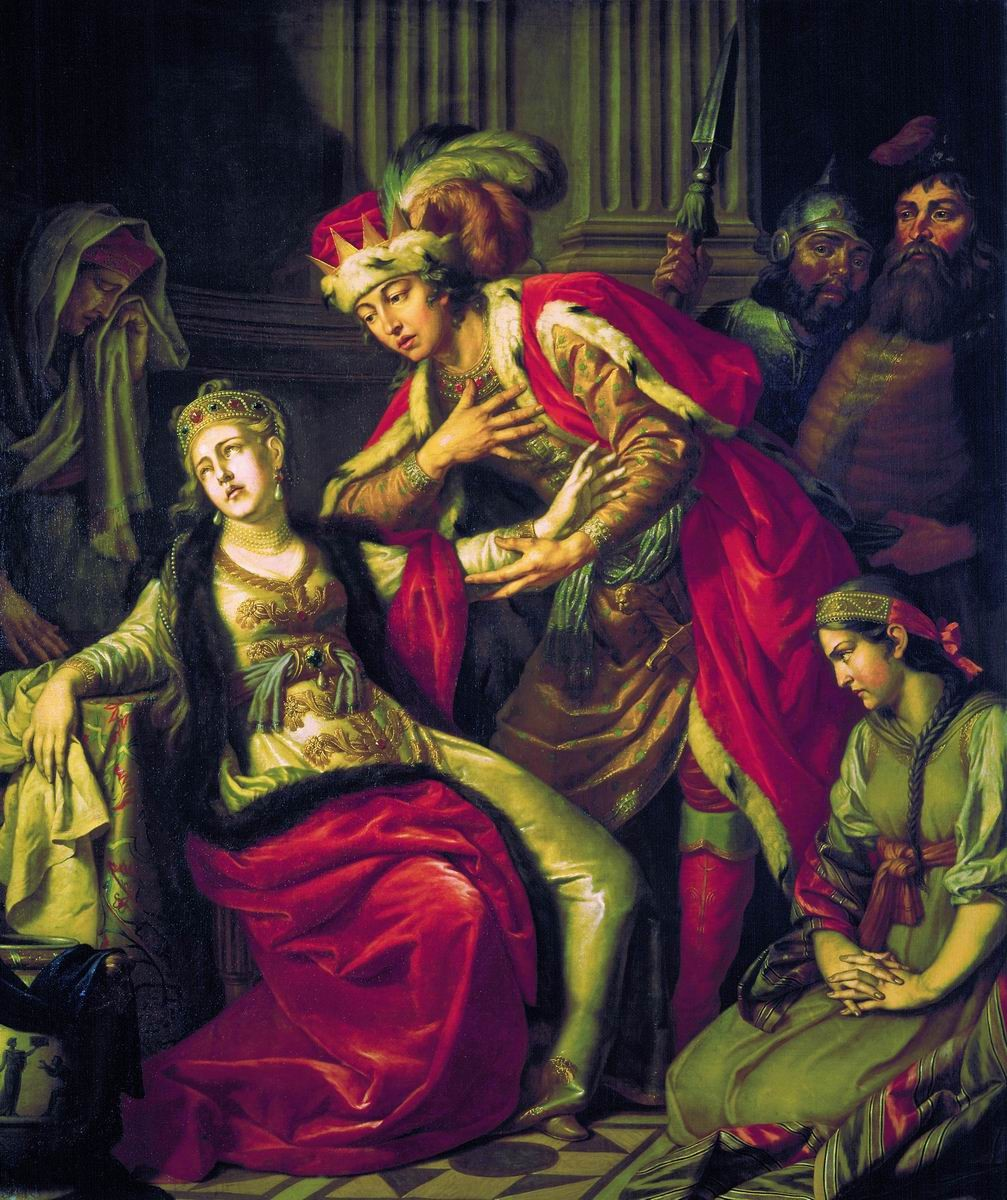
Vladimir și Rogneda (1770)

Vladimir I, alternativ Volodimir I, numit și cel Sfânt, cel Mare, cel Asemeni Apostolilor, (în rusă Владимир Святославич, Vladimir Sviatoslavici, în ucraineană Володимир Святославич, Volodimir Sviatoslavici, în nordica veche Valdamarr gamli) a fost din 980 până în 1015 cneaz al Kievului. 
A fost cel mai tânăr fiu nelegitim al cneazului Sviatoslav I, din dinastia Rurik (de origine scandinavă). 
În anul 988, cu prilejul căsătoriei sale cu Ana de Bizanț, fiica împăratului Romanos al II-lea, a adoptat pentru sine și pentru Rusia Kieveană creștinismul răsăritean.

## Legături externe
- Sfantul Vladimir, 19 martie 2013, Teodor Dănălache, CrestinOrtodox.ro
- Vladimir, sfântul care a luminat cu botezul său întreaga Rusie Arhivat în 3 septembrie 2014, la Wayback Machine., 16 iulie 2009, Ciprian Bâra, Ziarul Lumina

## Vezi și
- Garda Varegă